# Rio Fântâna (Vişeu)
O Rio Fântâna é um rio da Romênia, afluente do Vişeu, localizado no distrito de Maramureş.